# 혈액 배양 검사

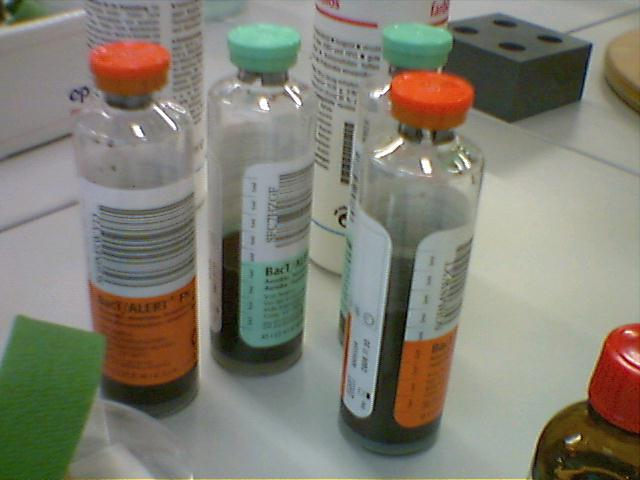
혈액 배양을 시행한 용기

혈액 배양 검사(血液 培養 檢査, blood culture)는 혈액 내의 미생물을 배양하여 혈액 감염 여부를 확인하는 검사이다. 균혈증이나 진균혈증, 심각한 경우 패혈증이 의심되는 환자에 대해서 주로 실시한다. 혈액에서 배양을 시행하면 미생물을 동정하고 항생제에 대한 내성을 검사하여 임상의가 효율적인 치료를 하는 데에 도움이 된다.
검사를 수행하기 위해 미생물이 성장하기 쉬운 배지가 차 있는 용기들로 혈액을 뽑아낸다. 보통 한 번 혈액을 뽑아낼 때 용기 두 개를 채운다. 하나의 용기는 성장에 산소가 필요한 호기성 생물을, 다른 하나의 용기는 성장하는 데에 산소가 있으면 안되는 혐기성 생물을 위한 용기이다. 이 두 용기들을 혈액 배양의 '세트'라고 한다. 종종 서로 다른 두 채혈 부위에서 두 세트의 혈액 배양 표본을 얻는다. 만일 미생물이 두 세트 중 하나에서만 나타났다면 이 미생물은 실제로 혈액 내에 감염되어 있던 것이 아니라 피부에 정상적으로 존재하는 피부세균총에 의해 오염되었을 가능성이 더 높다. 환자가 검사 시행 이전에 항균제를 투여 받았거나 용기에 권장량만큼 혈액을 채우지 않았을 경우 위음성 결과가 나타날 수 있다. 일부 미생물은 혈액 배양에서 잘 자라지 못해 검출을 위해 특별한 기술이 필요하다.
표본을 얻은 용기는 미생물이 증식할 수 있도록 배양기에서 수 일 동안 배양된다. 미생물 성장이 발견되면 미생물의 존재를 확인하고 정체에 대한 초기 정보를 얻기 위해 그람 염색을 수행한다. 혈액은 그 후 한천배지로 선조접종을 통해 계대배양된다. 계대배양은 완전한 동정과 항생제 감수성 검사를 위해 미생물을 완전히 동정하기 위해 시행된다. 혈액 감염은 빠르게 진단하고 치료하는 게 필수적이므로 PCR이나 MALDI-TOF 질량분석법 같은 기술을 이용하는 빠른 검사법이 발전해 왔다.
혈액 배양 절차는 19세기 중반 무렵에 발표되었으나 이때의 기술은 노동 집약적이었으며 현대의 배양법과는 비슷한 점이 거의 없다. 자동화 혈액 배양 시스템 이전까지는 미생물의 성장은 배양 용기를 눈으로 검사하는 식으로 이루어졌다. 자동화 시스템은 미생물 대사로 인해 만들어지는 기체를 감시하며 1970년대에 도입되었다. 선진국에서 수동 혈액 배양법은 자동화 혈액 배양법에 밀려 거의 사용되지 않게 되었다.

## 의학적 사용
혈액은 정상적인 경우 무균 상태이다. 세균이 혈액에 존재하면 균혈증, 진균이 혈액에 존재하면 진균혈증이라고 한다. 양치질이나 배변 중에 피부나 점막에 생길 수 있는 가벼운 손상은 혈류로 세균을 유입시킬 수 있다. 그러나 이런 균혈증은 보통 일시적이며 면역계와 단핵식세포계에 의해 빠르게 격리되고 제거되기 때문에 혈액 배양에서 발견되는 경우는 드물다. 세균은 연조직염, 요로감염증(UTI), 폐렴과 같은 감염 시 혈액 내로 들어올 수 있다. 세균성 심내막염이나 정맥 주사와 관련된 감염과 같이 순환계에 생긴 감염도 원인이 될 수 있으며, 지속적인 균혈증으로까지 이어질 수 있다. 진균혈증은 면역계의 기능이 정상적이지 못한 사람들에서 가장 흔하게 발병한다. 세균이나 진균이 혈류에서 제거되지 않는다면 다른 기관이나 조직으로 퍼져 나가거나 면역 반응을 일으켜 패혈증이라는 생명에 위험한 전신성 염증을 유발할 수 있다.
패혈증이 의심된다면 원인 병원체와 해당 병원체를 표적으로 하는 항균제 치료를 위해 혈액 배양 검사가 필수적이다. 입원한 환자가 발열, 저체온증, 백혈구증가증, 또는 과립구(백혈구의 일종) 숫자의 감소를 보이는 경우 혈류 감염을 확인하기 위해 혈액 배양을 흔히 실시한다. 혈액 배양 검사는 화학요법의 흔한 합병증으로서, 발열과 심각한 호중구(세균과 진균에 맞서 싸우는 백혈구의 일종) 숫자의 감소를 보이는 열성호중구감소증에서 혈류 감염을 발견하기 위해 시행된다. 균혈증은 수막염, 패혈성 관절염, 경막외 농양과 같은 일부 감염에서 흔하며, 따라서 이런 상태에서는 혈액 배양 검사가 권장된다. 균혈증과 덜 연관된 감염의 경우에도 환자가 혈액 내 감염이 일어났을 위험성이 높거나 감염이 일어난 주된 장소에서 배양을 즉시 시행할 수 없는 경우(예를 들어 신우신염에서 소변 배양 검사나 심각한 지역사회 획득 폐렴에서 객담 배양 검사 등)에는 여전히 혈액 배양 검사를 시행할 수 있다. 혈액 배양 검사는 심내막염과 원인불명열에서 기저의 원인 미생물을 확인할 수 있다.
혈액 배양 검사에서 가장 자주 동정되는 병원체에는 황색포도상구균(Staphylococcus aureus), 대장균(Escherichia coli), 장내세균과(Enterobacteriaceae)의 세균, 엔테로코커스(Enterococcus)에 속하는 세균 종, 녹농균(Pseudomonas aeruginosa), 칸디다 알비칸스(Candida albicans) 등이 있다. 응고효소 음성 포도상구균(CNS) 역시 자주 발견되지만 이들은 정상적인 피부 미생물을 구성하기 때문에 정말 병을 일으키는 병원체인지 단순히 오염된 것인지 불명확할 수 있다. 신생아와 어린이에서 시행하는 혈액 배양 검사에서 CNS는 심각한 감염을 나타낼 수 있다. 혈류 감염의 역학은 시간과 장소에 따라 다르다. 예를 들어 그람 양성균은 1980년대와 1990년대의 미국에서 그람 음성균보다 훨씬 자주 균혈증의 원인이었다. 또한 진균혈증의 비율이 화학요법과 같은 여러 면역억제 치료를 받는 사람이 많아지며 굉장히 증가했다. 그람 음성균 패혈증은 북아메리카나 서유럽보다 중앙아메리카, 남아메리카, 동유럽, 아시아에서 보다 흔하다. 아프리카에서는 살모넬라 엔테리카(Salmonella enterica)가 균혈증의 주요 원인이다.

## 절차

### 채혈

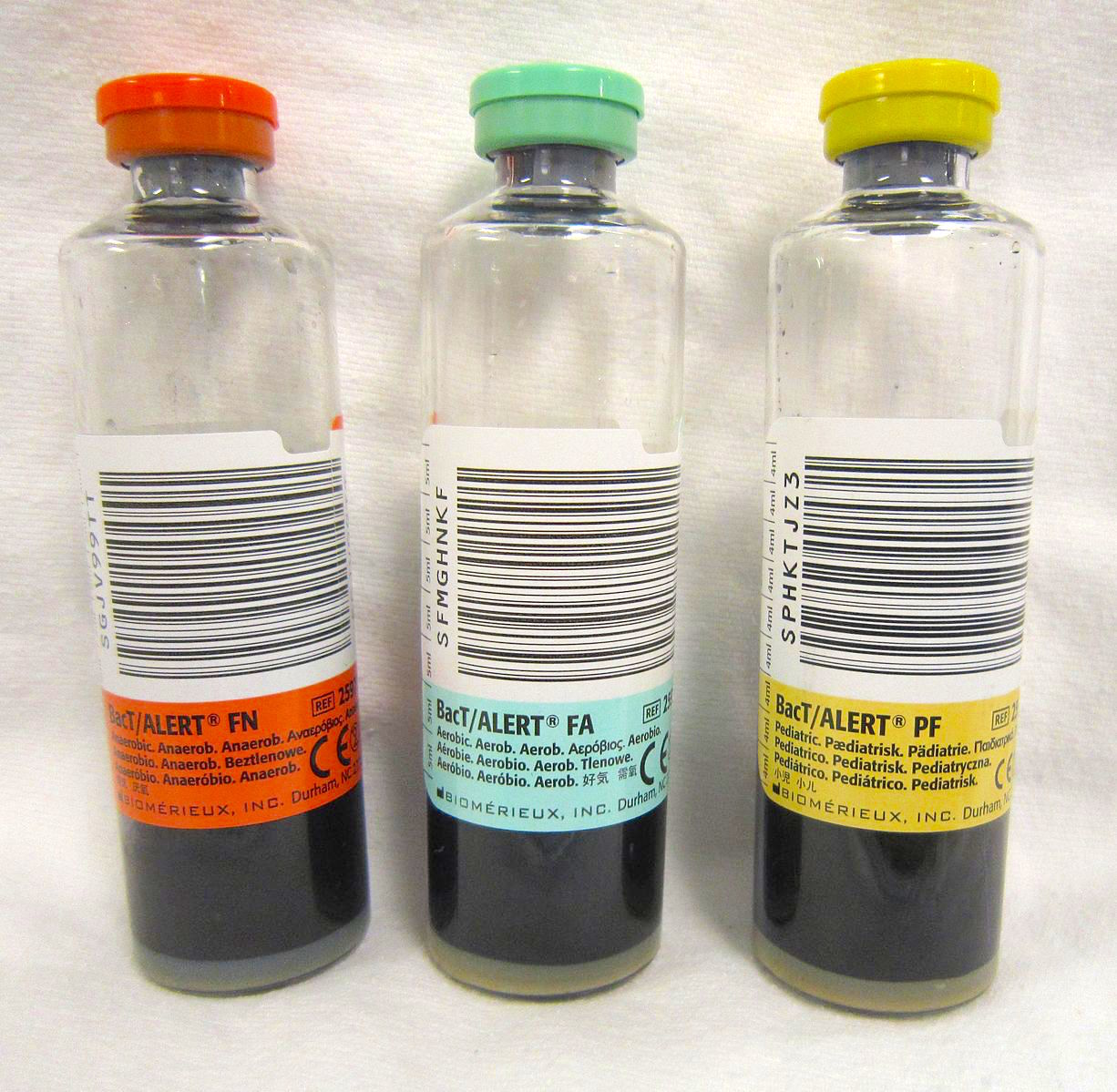
혐기성, 호기성, 소아용 채혈 용기.

혈액 배양 검사는 일반적으로 정맥천자를 통해 시행한다. 정맥 주사를 통해 표본을 얻는 것은 오염 확률이 높아 권장되지 않지만, 카테터 연관 감염을 진단하기 위해 배양 표본을 정맥천자와 정맥 주사 양쪽 모두를 통해 얻을 수 있다. 혈액 표본을 얻기 전에 각 채혈 용기의 윗부분을 알코올 솜을 이용해 소독하여 표본의 오염을 예방한다. 천자 부위 주변의 피부도 깨끗이 한 후 건조한 상태로 유지한다. 몇몇 프로토콜에서는 클로헥시딘이나 아이오딘 기반 물질로 처리한 이후 알코올 기반의 항균제를 사용해 소독할 것을 권장하지만, 다른 프로토콜에서는 알코올 기반 항균제만 사용하는 것이 효율적이라고 본다. 만일 혈액 배양 검사를 시행할 때 다른 검사를 위해 혈액을 채취해야 한다면 오염 위험성을 줄이기 위해 가장 먼저 배양용 표본을 채취한다. 항균 치료를 했을 때 미생물 성장이 억제되어 위음성의 결과가 나올 수 있기 때문에, 혈액 배양 검사는 항균제를 투여하기 이전에 시행할 것이 권장된다. 그러나 위독한 상태의 환자에서는 항균제를 빠르게 투여해야 하기 때문에 이런 권장사항은 비현실적일 수 있다.
일반적인 혈액 배양 표본 채취는 혈액을 두 개의 용기로 뽑아내는 단계를 포함한다. 한 용기는 호기성 생물의 성장을 강화하기 위해, 그리고 다른 하나의 용기는 혐기성 생물을 성장시키기 위해 설계되었다. 소아에서는 혐기성 세균 감염이 흔하지 않기 때문에 채취에 필요한 혈액의 양을 최소한으로 하기 위해 하나의 호기성 채혈 용기로만 채취할 수 있다. 채혈 시 정맥천자를 서로 다른 두 부위에서 시행하여 혈액 표본을 두 세트 얻을 것이 권장된다. 이 경우 한 세트만 채혈했을 때보다 실제 병원체가 아닌 오염이 나타날 가능성을 줄일 수 있다. 추가적으로 채혈량을 늘리면 미생물이 존재할 때 발견할 가능성을 늘릴 수 있다.
채혈 용기에는 미생물 증식을 돕는 성장 배지와 혈액이 굳는 것을 막기 위한 항응고제가 들어가 있다. 폴리아네탈 설폰산나트륨(sodium polyanethol sulfonate, SPS)은 대부분의 미생물이 성장하는 데에 간섭하지 않기 때문에 가장 흔히 사용되는 항응고제이다. 성장 배지의 정확한 조성은 각기 다르지만 호기성 채혈 용기는 뇌심장침출이나 트립티케이스 소이 액체배지와 같이 영양소가 풍부한 액체배지를 사용하고, 혐기성 채혈 용기는 일반적으로 티오글라이콜레이트와 같은 환원제를 포함하고 있다. 혐기성 채혈 용기의 빈 공간은 산소가 없는 기체 혼합물으로 차 있다.
상업적으로 만들어진 많은 채혈 용기는 표본의 미생물에 항생제가 작용하는 것을 줄이기 위해 항생제를 흡수하는 나뭇진을 포함하고 있다. 소아에게 사용하기 위한 채혈 용기은 들어갈 수 있는 혈액량은 적게, 그리고 어린이에서 흔히 발견되는 병원체의 성장을 강화시키기 위한 추가 물질들을 넣어 설계된다. 특수하게 만들어진 다른 채혈 용기는 진균이나 미코박테륨을 발견하기 위해 사용할 수 있다. 개발도상국에서 미리 만들어진 채혈 용기는 감당할 수 없게 비싸고, 매뉴얼상 반드시 준비해야 할 수도 있다. 적절한 공급과 시설이 부족할 수 있고 일부 지역에서는 혈액 배양 검사를 수행하는 것이 불가능할 수도 있다.
채혈 용기에 혈액을 너무 적게도, 많게도 채우지 않도록 하는 것이 중요하다. 너무 표본을 적게 채취했을 경우 표본에 미생물이 적어 위음성이 나올 수 있고, 반대로 표본이 너무 많으면 혈액 대비 성장 배지의 비율이 적어 미생물 성장이 억제될 수 있다. 최적의 미생물 성장을 위한 혈액 대비 배지의 비율은 1:10에서 1:5 정도로 여겨진다. 성인의 통상적인 혈액 배양 검사에 대해 임상검사표준연구소(CLSI)는 각 세트당 20-30mL의 혈액을 각각 다른 두 부위에서 두 세트 채혈할 것을 권장한다. 어린이의 경우 뽑아내는 혈액의 양은 종종 나이나 체중을 토대로 결정한다. 심내막염이 의심되는 경우 총 여섯 병을 채혈해야 할 수 있다.

### 배양

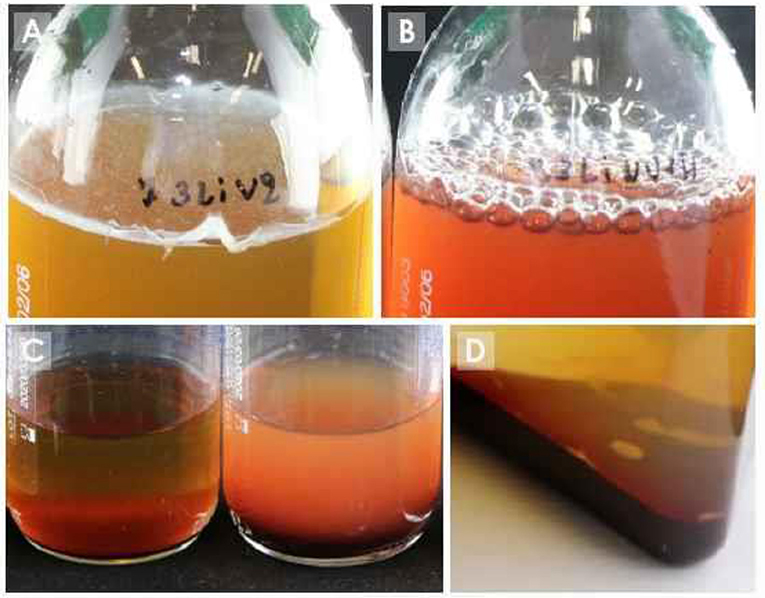
수동 혈액 배양 시스템에서 성장의 징후
a) 표면에서 자라난 페리클(pellicle)의 막
b) 기체 생산으로 인한 거품
c) 미생물 성장에 의해 나타난 혼탁 (오른쪽 용기)
d) 육안으로 관찰 가능한 미생물 집락(콜로니)

채혈을 통해 표본을 얻은 이후 이 표본은 미생물 성장을 돕기 위해 체온에서 배양된다. 대부분 5일 정도까지 자동화된 시스템을 통해 배양되지만 가장 흔한 혈액 내 감염 병원체들은 48시간 정도 만에 발견된다. 수동 혈액 배양 방법을 사용하거나 심내막염의 원인균과 같이 느리게 성장하는 미생물이 존재하는 것으로 의심되는 경우 배양 시간은 연장될 수 있다. 수동 시스템에서 채혈 용기에 나타난 미생물 성장을 나타내는 지표들을 검토한다. 지표에는 용기 안이 흐려지는 경우, 기체가 만들어지는 경우, 육안으로 미생물 집락(콜로니)을 관찰 가능한 경우, 혈액이 분해되어 색깔이 변화하는 경우(용혈)가 있다. 몇몇 수동 혈액 배양 시스템은 가스가 만들어지면 액체가 차오르는 칸이나, 주기적으로 배양 용기를 살짝 건드려 접종되는 작은 한천배지를 미생물 성장을 보이는 지표로 사용한다. 혈액 배양의 양성 소견을 놓치지 않기 위해 채혈 용기에서 나온 표본을 종종 배양 주기가 끝날 때 성장 지표가 관찰되었는지 여부에 관계없이 한천배지에 계대배양할 수 있다.
선진국에서 수동 혈액 배양 방법은 컴퓨터를 통해 실시간으로 배양 용기를 관리하는 자동화 시스템으로 대부분 대체되었다. BACTEC, BacT/ALERT, VersaTrek과 같은 자동화 시스템은 배양 용기가 지속적으로 섞이는 배양기로 구성된다. 미생물 성장은 미생물 대사의 지표가 되는 용기 내부의 기체 농도(가장 흔하게는 이산화 탄소)를 측정하는 센서로 감지된다. 미생물학자는 알람이나 시각적 지표를 통해 혈액 배양 양성 소견이 있다는 것을 알 수 있다. 배양 주기가 끝날 때까지 배양이 음성으로 남을 경우 일반적으로 계대배양 없이 폐기한다.
용해 원심분리법(lysis-centrifugation method)으로 불리는 기술은 진균, 미코박테륨, 레지오넬라(Legionella)와 같은 느리게 자라거나 배양이 까다로운 생물을 더 잘 분리하기 위해 이용될 수 있다. 성장 배지로 차 있는 용기에 배양하는 대신, 이 방법은 적혈구와 백혈구를 용해하는 물질을 포함하는 관에 채혈한 후 원심분리한다. 이 과정은 표본의 (만약 존재한다면) 미생물과 같은 고형 내용물을 침전물로 모은다. 모인 침전물은 계대배양 배지에 접종하는 데에 사용된다. 용해 원심분리법은 기존의 혈액 배양법에 비해 높은 민감도를 가지지만, 표본을 많이 조작해야 하기 때문에 오염되기 쉽다.

### 동정
미생물 성장이 발견되면 미생물학자는 해당 미생물을 일차적으로 빠르게 동정하기 위해 표본의 혈액에 그람 염색을 수행한다. 그람 염색에서는 세균을 그람 양성균과 그람 음성균으로 구분하며, 세균이 막대 모양의 간균인지 동그란 구균인지, 혹은 나선 모양의 나선균인지 등의 정보를 얻을 수 있다. 세균의 배열에 대한 정보를 알 수 있다. 가령 그람 양성 구균이 군집을 이루고 모여 있는 모양은 포도상구균에 속하는 세균 정의 일반적인 특징이다. 효모와 다른 진균도 그람 염색을 통해 동정될 수 있다. 혈액 배양에서 그람 염색을 통해 성장한 미생물을 동정하는 것은 중요한 결과이며 즉시 임상의에게 보고돼야 한다. 그람 염색은 성장한 미생물의 정체에 대한 정보를 제공하여 임상의가 완벽한 배양과 항생제 감수성 검사 결과가 나오기 전에 더 적절한 항미생물 치료를 선택할 수 있도록 돕는다.
전통적인 배양법에서 혈액은 이후 다른 검사를 시행하기 위한 미생물을 분리할 목적으로 한천배지에 계대배양된다. 그람 염색 결과를 통해 미생물학자는 어떤 종류의 한천배지를 사용해야 할지와 미생물을 동정하기 위해 어떤 검사가 적절할지에 대한 정보를 얻을 수 있다. 몇몇 경우에서는 채혈 용기에서 미생물이 성장했다는 지표가 보이거나 자동화 기구에서 양성으로 보고되었는데 그람 염색상에서는 미생물이 보이지 않을 수 있다. 이런 경우는 위양성 결과를 나타내는 것일 수도 있지만, 미생물이 존재하는데 현미경으로 보기 어려운 것일 가능성도 있다. 그람 음성균이 나온 채혈 용기는 배양기에 다시 넣기 전 계대배양된다. 이때 느리게 성장하는 미생물의 성장을 촉진하기 위해 특별한 배지를 종종 사용한다.
계대배양 배지에서 확실한 동정을 위해 성장이 충분히 일어나기까지는 일반적으로 24-48시간이 소요된다. 이 지점에서 미생물학자는 세균이나 진균 집락의 모양을 알 수 있으며 미생물의 대사와 생화학적 특징에 관한 정보를 알 수 있는 검사를 수행한다. 이런 검사를 통해 미생물을 속이나 종 단위로 동정할 수 있다. 예를 들어 카탈레이스 검사는 같은 그람 양성 구균인 연쇄상구균(Streptococcus)과 포도상구균을 구별할 수 있다. 응고효소 검사는 혈액 감염의 흔한 원인인 황색포도상구균과, 그 외의 병원성이 덜한 응고효소 음성 포도상구균을 구별할 수 있다.

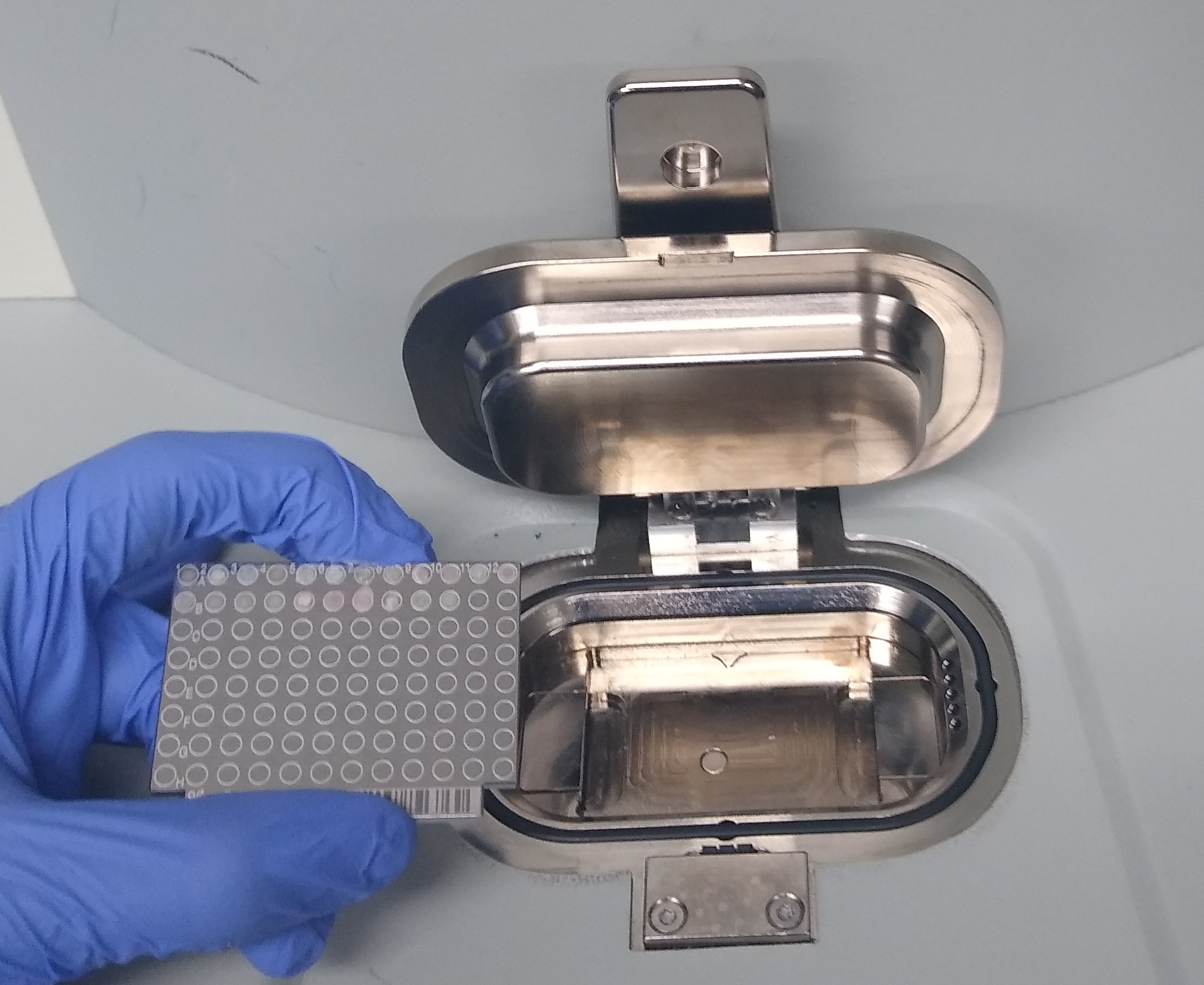
MALDI-TOF 분석에 사용되는 브루커(Bruker) 바이오타이퍼 기계에 미생물 표본이 포함된 표적 배지를 넣는 모습.

미생물은 자동화 시스템을 통해 동정될 수도 있다. 자동화 시스템에는 생화학적 검사의 패널이나 매트릭스 보조 레이저 탈착 이온화 질량분석법(matrix-assisted laser desorption/ionization time-of-flight mass spectrometry, MALDI-TOF MS)을 수행하는 기기가 있다. MALDI-TOF MS에서는 미생물 단백질이 이온화되고 비전하를 토대로 특징지어진다. 각 미생물 종은 질량 분석을 통해 분석했을 때 특징적인 단백질 패턴을 나타낸다.
혈액 감염은 생명을 위협할 수 있기 때문에 제시간에 진단과 치료를 하는 것이 중요하며 이를 위해 여러 빠른 동정 방법이 개발되어 왔다. MALDI-TOF는 균이 존재하는 채혈 용기에서 분리와 침전 단계를 거친 표본이나, 계대배양한 지 수 시간이 지났을 때 한천배지에서 초기 배양한 표본에서 직접 미생물을 동정하는 데에 사용할 수 있다. 중합효소 연쇄 반응(PCR)이나 DNA 마이크로어레이와 같은 유전적 방법은 혈액 배양 표본에서 특정 종에 특이적인 DNA 서열을 확인할 수 있다. 혈액 배양에서 흔한 병원체를 동정하기 위한 여러 시스템이 상업적으로 이용 가능하다. 병원체 양성인 혈액 배양 표본에서 몇몇 생화학적, 면역학적 검사를 수행할 수 있다. 예를 들어 황색포도상구균 동정을 위한 튜브 응고효소 검사나 폐렴구균(Streptococcus pneumoniae)를 대상으로 하는 라텍스 응집 검사가 있다. 이런 방법들은 PCR이나 MALDI-TOF와는 다르게 개발도상국의 실험실에서도 실용적이다. 또한 배양 표본을 미생물 동정 패널에 직접 접종할 수도 있지만 계대배양된 세균으로 검사하는 것만큼 신뢰성이 높지 못하다. 이는 성장 배지에 추가된 첨가물이 결과에 영향을 미칠 수 있기 때문이다.
배양을 통째로 건너뛰고 혈액 표본에서 병원체를 발견하는 방식으로 더 빠른 진단을 내릴 수도 있다. 소수의 직접 검사 시스템은 2018년 기준 상업적으로 이용 가능하지만 기술은 아직 초창기에 머무르고 있다. 다수의 패널이 제한된 수의 병원체만을 감지할 수 있으며 민감도가 기존의 혈액 배양법에 비해 좋지 않을 수 있다. 완전한 항미생물 민감도 검사를 수행하기 위해서는 배양이 아직 필수적이다.

### 항생제 감수성 검사
혈액 내 감염에 대한 항균 치료는 가장 먼저 임상의가 질병의 원인으로 의심한 병원체와 지역별 항균제 저항 패턴을 바탕으로 이루어지는 경험적 치료이다. 혈액 배양에서 동정된 병원체에 대해 항생제 감수성 검사(AST)를 수행하면 더 특이적인 표적 치료가 가능해져 광범위 항생제 사용을 멈출 수 있다. 광범위 항생제는 원하지 않았던 부작용으로 이어질 수 있다. 디스크 확산 검사와 같은 전통적인 AST 방법은 계대배양 배지에서 선별된 미생물의 순수한 집락을 이차 배지에 접종하는 데 사용한다. 결과가 나오기까지 이 방법은 하룻밤 정도를 필요로 한다. 미리 준비된 항생제 패널을 사용하는 자동화 시스템도 있다. 자동화 시스템은 자동으로 미생물 성장을 측정하고 알고리즘을 이용해 감수성 결과를 알아낸다. 일부에서는 결과를 얻을 때까지 5시간이 안 걸리나 또 다른 경우에서는 하룻밤 동안 배양이 필요하다.
효과적인 항균제를 빠르게 투여하는 것이 패혈증 치료에 중요하며, 따라서 항생제 감수성 결과를 더 빠르게 내기 위한 여러 방법이 개발되어 왔다. 기존의 AST 방법들은 계대배양 배지에서 성장한 지 얼마 되지 않은 미생물을 이용했다. 이 미생물 알갱이들은 혈액 배양된 표본에서 침전, 정화를 거쳐서 얻거나 채혈병에서 바로 얻는다. 직접적인 검사법은 미생물을 동정하지 않으므로, (혈액 배양에서 흔한 일은 아니지만) 둘 이상의 미생물이 존재할 때는 정확한 결과가 나오지 않는다. 오류가 나오는 또 다른 이유는 표본에서 세균의 양을 표준화하기 어려워 검사 결과에 큰 영향을 미치기 때문이다.
특정 항균제 내성 표지자를 빠르게 검출하기 위해 유전적 검사법이 사용될 수 있다. 양성 소견을 보이는 혈액 배양 표본에서 바로 수행할 수 있는 PCR이나 마이크로어레이와 같은 검사법들은 내성을 발현시키는 유전자와 연관된 DNA 서열을 검출한다. 내성 유전자의 예시에는 메티실린 내성 황색포도상구균(MRSA)에서 발견되는 mecA 유전자나 반코마이신 내성 장알균(VRE)의 vanA, vanB 유전자가 있다. MALDI-TOF는 신속한 항균제 감수성 검사 방법으로서 연구가 이루어졌다. 검사의 원리는 항생제가 존재하는 조건에서 미생물 성장을 측정하고, 미생물의 효소에 의해 항생제가 분해되는지 확인하고, 항생제 내성을 나타내는 세균 균주와 연관된 단백질 스펙트럼을 검출하는 것이다. 이 방법들 중 일부는 양성 소견을 보인 혈액 배양 용기에서 채취한 균 알갱이를 통해 수행할 수 있다. 그러나 MALDI-TOF을 통한 항생제 감수성 검사의 제대로 확립된 방법론이 없기 때문에 임상에서 실제 사용되는 데에는 제한이 있다. 2018년 기준 미국 식품의약국(FDA)은 유전적 검사법과 달리 MALDI-TOF을 통한 직접적인 항생제 감수성 검사는 승인하지 않았다.

## 한계
혈액 배양에서는 위양성과 위음성 오류가 모두 나타날 수 있다. 자동화된 배양 시스템에서 양성 소견을 보인 용기를 식별하는 것은 세포 대사에 의해 만들어진 기체를 검출하여 이루어진다. 따라서 표본에 백혈구 수가 많다면 세균이 없는데 용기에 세균이 존재한다고 보고될 수 있다. 기기에 의해 만들어진 성장 곡선을 검토하는 것이 진양성과 위양성 결과를 구별하는 데에 도움이 될 수 있지만, 양성으로 나온 모든 샘플에는 그람 염색과 계대배양이 여전히 필수적이다.
혈액 배양 표본은 피부나 바깥에서 들어온 미생물이 배양 용기 안에서 증식하면서 오염될 수 있고, 이로 인해 이 미생물들이 원래 혈액 안에 있었다는 잘못된 정보를 얻을 수도 있다. 표본 오염은 불필요한 항생제 치료와 입원 기간 연장으로 이어질 수 있다. 이런 오염은 혈액 배양 표본을 모으는 과정에 대한 프로토콜을 따르면 줄일 수 있지만 완전히 없앨 수는 없다. 예를 들어 세균은 채혈 부위를 꼼꼼히 소독한 뒤에도 피부의 깊은 층에서 살아남을 수 있다. CLSI는 모든 혈액 배양 중 오염 비율이 3% 미만일 때만 용인할 수 있는 수준의 오염률이라고 규정한다. 오염의 빈도는 연구소마다, 같은 병원의 과마다 크게 다르다. 연구는 오염률이 0.8 ~ 12.5% 사이의 범위에 있다고 결론 내렸다.
혈액 배양에서 양성 결과가 나왔다면 임상의는 이 결과가 오염에 의한 것인지 정말 감염이 있어 나타난 것인지 결정해야 한다. 황색포도상구균이나 폐렴구균 같은 몇몇 병원체는 혈액 배양에서 검출되었을 시 보통 병원성이 있다고 판단하고, 다른 세균들은 피부 세균에 의해 오염되어 나타나는 것이라고 판단한다. 그러나 응고효소 음성 포도상구균 같은 흔한 피부의 미생물도 특정 상태에서는 혈액 감염을 일으킬 수 있다. 이런 미생물들이 배양에서 검출되었다면 환자가 처해 있던 임상적 상태나, 여러 배양에서 똑같이 양성이 나왔는지 등을 고려하여 배양 결과를 해석해야 한다.
위음성 결과는 환자한테 항생제를 투여한 뒤 혈액 배양을 시행했거나 표본으로 얻은 혈액의 양이 부족했기 때문에 나올 수 있다. 혈액 표본의 양은 병원체 검출을 확실히 하기 위한 가장 중요한 변수로 여겨진다. 더 많은 혈액을 표본으로 채혈할수록 더 많은 병원체가 표본에 존재하게 된다. 그러나 혈액을 권장량보다 너무 많이 모았을 경우 배양 용기 안의 영양 물질이 혈액의 양에 비해 충분치 않아지고 혈액에 존재하는 자연적인 억제 물질들에 의해 세균의 성장이 저해될 수 있다. 지나치게 많은 채혈은 의원성 빈혈이 발병하는 데에도 기여할 수 있다.
모든 병원체가 기존의 혈액 배양법에 의해 쉽게 검출되는 것은 아니다. 특히 브루셀라(Brucella)나 미코박테륨(Mycobacterium)의 세균 종과 같은 배양이 까다로운 생물들은 배양 시간이 길어지거나 특수한 배지가 필요할 수 있다. 몇몇 생물은 배양하기 매우 어렵거나 배양에서 아예 성장하지 않기도 한다. 따라서 이런 배양하기 어려운 생물 감염이 의심될 경우 혈청학적 검사나 PCR 같은 분자적 검사법이 선호된다.

## 역사

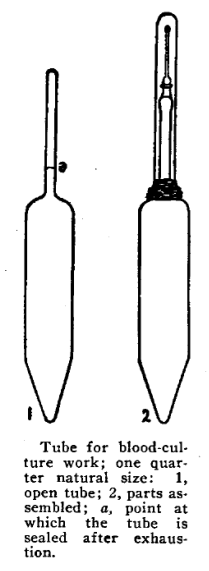
혈액 배양 표본을 모으기 위한 초기의 진공관 시스템. C.E. Simon과 C.C.W. Judd가 1915년 나타낸 그림이다.

초기 혈액 배양법은 노동 집약적이었다. 가장 처음의 혈액 배양 절차 중 하나는 1869년 발표되었으며, 환자에게서 채혈을 할 때 거머리 사용을 추천했다. 1911년의 미생물학 교과서에서는 채혈 부위와 장비 소독은 한 시간 이상 걸릴 수 있으며, 혈액을 보존할 효과적인 방법이 없어 배양은 간혹 환자의 병상 옆에서 준비하기도 한다고 기술되었다. 액체배지에 계대배양하는 것에 더해 몇몇 프로토콜은 혈액을 녹인 한천배지와 섞어 그 혼합물을 페트리 접시에 부으라고 명시했다. 1915년에는 글루코스 액체배지와 항응고제가 들어가 있는 유리 진공관으로 구성된 혈액 배양 수집 시스템이 만들어졌다. 로버트 제임스 발렌타인 풀버타프트(Robert James Valentine Pulvertaft)는 1930년 혈액 배양에 대한 중요한 연구를 발표했다. 이 연구에서는 액체배지에 대한 혈액의 최적 비율이 1:5라고 명시했다. 이 비율은 오늘날에도 받아들여지고 있다. 항응고제와 보존제로서 SPS의 사용은 1930-40년대에 도입되어 초기 배양법들의 몇몇 표본 수송 관련 문제를 해결했다. 1940년대부터 1980년대까지는 혈액 감염을 흔히 일으키는 모든 병원체를 성장시킬 수 있는 배지를 만들기 위해 배지의 배합과 첨가물에 대한 많은 연구가 수행되었다.
1947년, M.R. Castañeda는 브루셀라 종들을 동정하기 위해 액체배지와 사면(slant, 斜面) 한천배지를 모두 포함하고 있는 "이상성"(biphasic, 二相性)의 배양 용기를 발명했다. 이런 구조로 인해 한천배지는 액체배지로부터 쉽게 계대배양될 수 있었다. 이 배양 용기는 수동 혈액 배양을 위한 몇몇 현대 시스템의 선조 격이다. E.G. Scott은 1951년 '현대 혈액 배양 세트의 도래'라고 묘사되는 프로토콜을 발표했다. Scott의 방법은 혈액을 고무로 봉인된 두 개의 유리병에 접종하는 방식으로, 병 하나는 호기성 생물, 다른 병 하나는 혐기성 생물을 위한 것이다. 호기성 유리병은 트립티케이스 소이 액체배지와 사면 한천배지를 포함하고 있었으며 혐기성 유리병에는 티오글라이콜레이트 액체배지가 들어 있었다. 용해 원심분리법은 1917년 Mildred Clough에 의해 도입되었으나, 이 방법은 1970년대 중반에 상업적 시스템이 발달하기 이전까지 임상 실무에서는 드물게 사용되었다.
자동화 혈액 배양 시스템은 1970년대 처음 이용할 수 있게 되었다. 가장 먼저 개발된 자동화 시스템 중 하나는 Johnston Laboratories(현재의 벤톤 디킨슨)에서 개발한 BACTEC 시스템이다. BACTEC 시스템은 방사성 동위원소로 표시된 영양소가 들어간 액체배지를 사용한다. 이런 기질을 섭취한 미생물은 방사성 이산화탄소를 생산하므로 이 이산화탄소 농도를 모니터링하여 미생물의 성장을 감지할 수 있다. 이 기술은 혈액 배양에 응용되기 이전, NASA가 화성의 생명체를 발견하기 위한 방법으로서 제안하기도 했다.  1970-80년대를 통틀어 여러 제조사가 배지의 전기 전도도 변화를 통해 미생물 성장을 감지하기 위해 시도했으나 이 중 상업적으로 성공한 사례는 나오지 않았다.
초기 BACTEC 시스템의 주된 문제점은 방사성 폐기물이 만들어져 특별한 처리 절차가 필요했다는 것이다. 따라서 1984년, 이산화탄소를 검출하는 데에 분광광도법을 이용하는 신세대 BACTEC 기기가 출시되었다. 배지의 pH가 떨어지는 것을 측정해 간접적으로 이산화탄소 생산을 감지하는 BacT/ALERT 시스템은 1991년 미국에서 사용이 승인되었다. 당시 이용 가능했던 BACTEC 시스템과 다르게 BacT/ALERT 시스템은 샘플링을 위해 용기에 바늘을 넣을 필요가 없고, 따라서 오염 빈도가 감소하였다. 이 덕분에 BacT/ALERT 시스템은 혈액 배양을 정확하고 지속적으로 모니터링 가능한 첫 번째 시스템이 되었다. 이 비침습적인 측정법은 1992년 BACTEC 9000 시리즈에서 pH 변화를 형광 지시약을 통해 검출하는 방식으로 채택되었다. 현대에 사용되는 VersaTREK 시스템의 바로 이전 모델인 Difco ESP는 압력 변화를 측정해 기체 생산을 감지하며 1992년 처음 승인되었다. 1996년의 국제적 연구는 466개의 연구실을 조사하여 그 중 55%가 BACTEC이나 BacT/ALERT 시스템을 사용하며, 다른 자동화 시스템들이 전체의 10%를 차지한다는 결과를 냈다.

## 같이 보기
- 기본 혈액 검사
- 미생물 배양
- 배지 (미생물학)

### 내용주
1. ↑  클로르헥시딘은 생후 2개월 이하의 신생아에서는 권장되지 않으며 아이오딘 기반 항균제는 출생 시 저체중인 신생아에서는 사용이 금기시된다.[28]

### 참조주
1. ↑  Carroll, Butel & Morse 2015, 755쪽.
2. 1 2  Turgeon 2016, 510쪽.
3. 1 2  Procop & Koneman 2017, 188쪽.
4. ↑  Pitt 2018, 26쪽.
5. 1 2 3  Mahon, Lehman & Manuselis 2018, 866쪽.
6. ↑  Carroll, Butel & Morse 2015, 755-6쪽.
7. ↑  Mahon, Lehman & Manuselis 2018, 867쪽.
8. 1 2 3  Martinez, RM; Wolk, DM (2016). “Bloodstream Infections”. 《Microbiology Spectrum》 4 (4). doi:10.1128/microbiolspec.DMIH2-0031-2016. ISSN 2165-0497. PMID 27726765.
9. ↑  Bennett, Dolin & Blaser 2019, 990쪽.
10. 1 2 3  Rhodes, A; Evans, E; Alhazzani, W; Levy, MM; Antonelli, M; Ferrer, R;  외. (2017). “Surviving Sepsis Campaign: International Guidelines for Management of Sepsis and Septic Shock: 2016”. 《Intensive Care Medicine》 43 (3): 304–377. doi:10.1007/s00134-017-4683-6. ISSN 0342-4642. PMID 28101605. S2CID 206884481.
11. 1 2 3 4 5 6 7 8 9  Garcia, RA; Spitzer, ED; Beaudry, J; Beck, C; Diblasi, R; Gilleeny-Blabac, M;  외. (2015). “Multidisciplinary team review of best practices for collection and handling of blood cultures to determine effective interventions for increasing the yield of true-positive bacteremias, reducing contamination, and eliminating false-positive central line–associated bloodstream infections”. 《American Journal of Infection Control》 43 (11): 1222–1237. doi:10.1016/j.ajic.2015.06.030. ISSN 0196-6553. PMID 26298636.
12. ↑  Willems, E; Smismans, A; Cartuyvels, R; Coppens, G; Van Vaerenbergh, K; Van den Abeele, AM; Frans, J (2012). “The preanalytical optimization of blood cultures: a review and the clinical importance of benchmarking in 5 Belgian hospitals”. 《Diagnostic Microbiology and Infectious Disease》 73 (1): 1–8. doi:10.1016/j.diagmicrobio.2012.01.009. ISSN 0732-8893. PMID 22578933.
13. ↑  Klastersky, J; de Naurois; Rolston, K; Rapoport, B; Maschmeyer, G; Aapro, M; Herrstedt, J. (2016). “Management of febrile neutropaenia: ESMO Clinical Practice Guidelines”. 《Annals of Oncology》 27 (suppl 5): v111–v118. doi:10.1093/annonc/mdw325. ISSN 0923-7534. PMID 27664247.
14. ↑  Walls, Hockberger & Gausche-Hill 2017, 1497쪽.
15. ↑  Territo, M (July 2018). “Neutropenia – Hematology and Oncology”. 《Merck Manuals Professional Edition》. 2019년 7월 22일에 원본 문서에서 보존된 문서. 2020년 9월 30일에 확인함.
16. ↑  Fabre, V; Sharara, SL; Salinas, AB; Carroll, KC; Desai, S; Cosgrove, SE (2020). “Does This Patient Need Blood Cultures? A Scoping Review of Indications for Blood Cultures in Adult Nonneutropenic Inpatients”. 《Clinical Infectious Diseases》 71 (5): 1339–1347. doi:10.1093/cid/ciaa039. ISSN 1058-4838. PMID 31942949.
17. 1 2  Doern, GV (2020년 6월 3일). “Detection of bacteremia: Blood cultures and other diagnostic tests”. 《UpToDate》. 2020년 9월 30일에 확인함.
18. ↑  Cahill, TJ; Prendergast, BD (2016). “Infective endocarditis”. 《The Lancet》 387 (10021): 882–893. doi:10.1016/S0140-6736(15)00067-7. ISSN 0140-6736. PMID 26341945. S2CID 205975776.
19. ↑  Cunha, BA; Lortholary, O; Cunha, CB (2015). “Fever of Unknown Origin: A Clinical Approach”. 《The American Journal of Medicine》 128 (10): 1138.e1–1138.e15. doi:10.1016/j.amjmed.2015.06.001. ISSN 0002-9343. PMID 26093175.
20. ↑  Ford 2019, 95쪽.
21. 1 2  McMullen, AR, Wilen, CB, & Burnham, CAD. Chapter 9 in Dunne, WM & Burnham, CAD eds. (2018). sec. "Bacteria".
22. ↑  Mahon, Lehman & Manuselis 2018, 863쪽.
23. ↑  Fajardo Olivares M, Hidalgo Orozco R, Rodríguez Garrido S, Gaona Álvarez C, Sánchez Silos RM, Hernández Rastrollo R, Martínez Tallo E, Cordero Carrasco JL (March 2012). “[Activity of vancomycin, teicoplanin and linezolid in methicillin resistant coagulase-negative Staphylococci isolates from paediatric blood cultures]”. 《Revista Espanola de Quimioterapia : Publicacion Oficial de la Sociedad Espanola de Quimioterapia》 (유럽 스페인어) 25 (1): 25–30. PMID 22488538.
24. ↑  Mahon, Lehman & Manuselis 2018, 865-6쪽.
25. ↑  McMullen, AR, Wilen, CB, & Burnham, CAD. Chapter 9 in Dunne, WM & Burnham, CAD eds. (2018). sec. "Fungal Bloodstream Infections".
26. ↑  Bennett, Dolin & Blaser 2019, 996쪽.
27. 1 2  Septimus, E (2019년 8월 1일). “Collecting Cultures: a Clinician Guide”. 《미국 질병통제예방센터》. 2020년 9월 24일에 원본 문서에서 보존된 문서.
28. 1 2 3 4 5  Mahon, Lehman & Manuselis 2018, 869쪽.
29. 1 2 3 4 5 6  Doern, GV; Carroll, KC; Diekema, DJ; Garey, KW; Rupp, ME; Weinstein, MP;  외. (2019). “Practical Guidance for Clinical Microbiology Laboratories: A Comprehensive Update on the Problem of Blood Culture Contamination and a Discussion of Methods for Addressing the Problem”. 《Clinical Microbiology Reviews》 33 (1). doi:10.1128/CMR.00009-19. ISSN 0893-8512. PMC 6822992. PMID 31666280. S2CID 204974894.
30. ↑  Pagana, Pagana & Pagana 2014, xiii쪽.
31. ↑  Pitt 2018, 34쪽.
32. ↑  Mahon, Lehman & Manuselis 2018, 870쪽.
33. 1 2 3  Atkinson-Dunn, R. &  Dunne, WM. Chapter 2 in Dunne, WM &  Burnham, CAD eds. (2018). sec. "Introduction".
34. ↑  Procop & Koneman 2017, 194쪽.
35. 1 2  Ford 2019, 85쪽.
36. 1 2  Dien Bard, J; McElvania TeKippe, E; Kraft, CS (2016). “Diagnosis of Bloodstream Infections in Children”. 《Journal of Clinical Microbiology》 54 (6): 1418–1424. doi:10.1128/JCM.02919-15. ISSN 0095-1137. PMC 4879304. PMID 26818669.
37. ↑  Baron, EJ (2019). “Clinical Microbiology in Underresourced Settings”. 《Clinics in Laboratory Medicine》 39 (3): 359–369. doi:10.1016/j.cll.2019.05.001. ISSN 0272-2712. PMID 31383262. S2CID 198292851.
38. ↑  Dondorp, Dünser & Schultz 2019, 172-3쪽.
39. ↑  Tibbetts, RJ & Robinson-Dunn, B. Chapter 10 in Dunne, WM &  Burnham, CAD eds. (2018). sec. "Introduction".
40. ↑  Revell, P & Doern, C. Chapter 8 in Dunne, WM & Burnham, CAD eds. (2018). sec. "Specimen Collection".
41. ↑  Bennett, Dolin & Blaser 2019, 202쪽.
42. 1 2 3  Ombelet, S; Barbé, B; Affolabi, D; Ronat, JB; Lompo, P; Lunguya, O;  외. (2019). “Best Practices of Blood Cultures in Low- and Middle-Income Countries”. 《Frontiers in Medicine》 6: 131. doi:10.3389/fmed.2019.00131. ISSN 2296-858X. PMC 6591475. PMID 31275940.
43. 1 2 3  Mahon, Lehman & Manuselis 2018, 871쪽.
44. ↑  Ford 2019, 88쪽.
45. 1 2  Procop & Koneman 2017, 199쪽.
46. 1 2  Mahon, Lehman & Manuselis 2018, 871-2쪽.
47. 1 2  Ford 2019, 87쪽.
48. 1 2  Carroll, Butel & Morse 2015, 756쪽.
49. ↑  Procop & Koneman 2017, 197-8쪽.
50. 1 2 3  Mahon, Lehman & Manuselis 2018, 872쪽.
51. ↑  Procop & Koneman 2017, 196쪽.
52. ↑  Truant 2016, 12쪽.
53. ↑  McPherson & Pincus 2017, 1207쪽.
54. 1 2  Ford 2019, 89쪽.
55. ↑  Turgeon 2016, 492–3쪽.
56. ↑  Carroll, Butel & Morse 2015, 203쪽.
57. 1 2 3 4  Mahon, Lehman & Manuselis 2018, 874쪽.
58. ↑  Procop & Koneman 2017, 81쪽.
59. ↑  Mahon, Lehman & Manuselis 2018, 868-71쪽.
60. ↑  Ford 2019, 91-2쪽.
61. 1 2  Ford 2019, 90쪽.
62. ↑  Procop & Koneman 2017, 94쪽.
63. ↑  Mahon, Lehman & Manuselis 2018, 126쪽.
64. ↑  Procop & Koneman 2017, 104쪽.
65. 1 2  Winstanley, T; Courvalin, P (2011). “Expert Systems in Clinical Microbiology”. 《Clinical Microbiology Reviews》 24 (3): 515–556. doi:10.1128/CMR.00061-10. ISSN 0893-8512. PMC 3131062. PMID 21734247.
66. ↑  Mahon, Lehman & Manuselis 2018, 244쪽.
67. 1 2  Opota, O; Croxatto, A; Prod'hom, G; Greub, G (2015). “Blood culture-based diagnosis of bacteraemia: state of the art”. 《Clinical Microbiology and Infection》 21 (4): 313–322. doi:10.1016/j.cmi.2015.01.003. ISSN 1198-743X. PMID 25753137.
68. ↑  Pitt 2018, 35쪽.
69. 1 2  Farron, ML & Ledeboer, NA. Chapter 11 in Dunne, WM & Burnham, CAD eds. (2018). sec. "Molecular Detection from Positive Blood Cultures".
70. ↑  Ford 2019, 93쪽.
71. ↑  Ford 2019, 93-4쪽.
72. ↑  Gonzales, MD & Jerris, RC. Chapter 7 in Dunne, WM & Burnham, CAD eds. (2018). sec. "Introduction"; "Summary".
73. ↑  Mahon, Lehman & Manuselis 2018, 273-7쪽.
74. ↑  Mahon, Lehman & Manuselis 2018, 287-8쪽.
75. 1 2  Idelevich, EA; Becker, K (2019). “How to accelerate antimicrobial susceptibility testing”. 《Clinical Microbiology and Infection》 25 (11): 1347–1355. doi:10.1016/j.cmi.2019.04.025. ISSN 1198-743X. PMID 31055166.
76. ↑  Lamy, B; Sundqvist, M; Idelevich, EA (2020). “Bloodstream infections – Standard and progress in pathogen diagnostics”. 《Clinical Microbiology and Infection》 26 (2): 142–150. doi:10.1016/j.cmi.2019.11.017. ISSN 1198-743X. PMID 31760113.
77. ↑  “Rapid AST directly from blood culture bottles”. 《European Committee on Antimicrobial Susceptibility Testing》. 2020. 2020년 5월 12일에 원본 문서에서 보존된 문서. 2020년 10월 1일에 확인함.
78. 1 2  Dubourg, G; Lamy, B; Ruimy, R (2018). “Rapid phenotypic methods to improve the diagnosis of bacterial bloodstream infections: meeting the challenge to reduce the time to result”. 《Clinical Microbiology and Infection》 24 (9): 935–943. doi:10.1016/j.cmi.2018.03.031. ISSN 1198-743X. PMID 29605563.
79. ↑  Farron, ML & Ledeboer, NA. Chapter 11 in Dunne, WM & Burnham, CAD eds. (2018). sec. "Rapid Diagnostics".
80. 1 2  Farron, ML & Ledeboer, NA. Chapter 11 in Dunne, WM & Burnham, CAD eds. (2018). sec. "Direct antimicrobial resistance testing".
81. ↑  Benkova, M; Soukup, O; Marek, J (2020). “Antimicrobial susceptibility testing: currently used methods and devices and the near future in clinical practice”. 《Journal of Applied Microbiology》 129 (4): 806–822. doi:10.1111/jam.14704. ISSN 1364-5072. PMID 32418295. S2CID 218679078.
82. 1 2  Dawson, S (2014). “Blood culture contaminants”. 《Journal of Hospital Infection》 87 (1): 1–10. doi:10.1016/j.jhin.2014.02.009. ISSN 0195-6701. PMID 24768211.
83. ↑  Mahon, Lehman & Manuselis 2018, 872-4쪽.
84. ↑  Judd, CCW; Simon, CE (1915). “The vacuum tube of Keidel, as applied to blood-culture work”. 《Journal of the American Medical Association》 LXIV (10): 822. doi:10.1001/jama.1915.25710360002018a. ISSN 0002-9955.
85. 1 2 3 4 5 6 7  Dunne, WM. Chapter 1 in Dunne, WM & Burnham, CAD eds. (2018).
86. 1 2 3  Hansen, GT (2016). “Laboratory Blood Cultures: Past, Present, and Future”. 《Clinical Microbiology Newsletter》 38 (15): 119–128. doi:10.1016/j.clinmicnews.2016.07.001. ISSN 0196-4399.
87. ↑  Pulvertaft, RJV (1930). “The Clinical Interpretation of Aids to Diagnosis.”. 《The Lancet》 215 (5563): 821–822. doi:10.1016/S0140-6736(00)88443-3. ISSN 0140-6736.
88. ↑  TeKippe, EM & Pence, MA. Chapter 3 in Dunne, WM & Burnham, CAD eds. (2018). sec. "History of Lysis-Centrifugation Blood Culture Methods".
89. ↑  Murray, PR; Masur, H (2012). “Current approaches to the diagnosis of bacterial and fungal bloodstream infections in the intensive care unit”. 《Critical Care Medicine》 40 (12): 3277–3282. doi:10.1097/CCM.0b013e318270e771. ISSN 0090-3493. PMC 4201853. PMID 23034460.
90. 1 2 3 4 5  Ryan, MR; Murray, PR (1993). “Historical evolution of automated blood culture systems”. 《Clinical Microbiology Newsletter》 15 (14): 105–108. doi:10.1016/0196-4399(93)90051-N. ISSN 0196-4399.
91. ↑  Truant 2016, 13쪽.
92. ↑  Chamberland, RR. Chapter 4 in Dunne, WM & Burnham, CAD eds. (2018). sec. "History"; "Bactec 9000 Series Studies".
93. ↑  Rohner, P; Auckenthaler, R (1999). “Review on evaluations of currently available blood-culture systems”. 《Clinical Microbiology and Infection》 5 (9): 513–529. doi:10.1111/j.1469-0691.1999.tb00429.x. ISSN 1198-743X. PMID 11851703.

## 참고 문헌
- 임상미생물학 실습, 전국임상병리학과 교수 협의회, 고려의학 (2011)
- Bennett, JE; Dolin, R; Blaser, MJ (2019년 8월 8일). 《Mandell, Douglas, and Bennett's Principles and Practice of Infectious Diseases》. Elsevier Health Sciences. ISBN 978-0-323-48255-4.
- Carroll, KC; Butel, JS; Morse, SA (2015년 8월 12일). 《Jawetz Melnick & Adelbergs Medical Microbiology 27 E》. McGraw-Hill Education. ISBN 978-0-07-182503-0.
- Dondorp, AM; Dünser, MW; Schultz, MJ (2019년 2월 8일). 《Sepsis Management in Resource-limited Settings》. Springer. ISBN 978-3-030-03143-5.
- Dunne, WM; Burnham, CAD (2018). 《The Dark Art of Blood Cultures》. Wiley. ISBN 978-1-68367-306-4.
- Ford, M (2019년 6월 5일). 《Medical Microbiology》. Oxford University Press. ISBN 978-0-19-881814-4.
- Mahon, CR; Lehman, DC; Manuselis, G (2018년 1월 18일). 《Textbook of Diagnostic Microbiology》. Elsevier Health Sciences. ISBN 978-0-323-48212-7.
- McPherson, RA; Pincus, MR (2017년 4월 5일). 《Henry's Clinical Diagnosis and Management by Laboratory Methods》 23판. Elsevier Health Sciences. ISBN 978-0-323-41315-2.
- Pagana, KD; Pagana, TJ; Pagana, TN (2014년 9월 19일). 《Mosby's Diagnostic and Laboratory Test Reference - E-Book》. Elsevier Health Sciences. ISBN 978-0-323-22592-2.
- Pitt, SJ (2018). 《Clinical Microbiology for Diagnostic Laboratory Scientists》. Wiley. ISBN 978-1-118-74582-3.
- Procop, GW; Koneman, EW (2017). 《Koneman's Color Atlas and Textbook of Diagnostic Microbiology》. Wolters Kluwer Health. ISBN 978-1-4511-1659-5.
- Truant, AL (2016년 3월 28일). 《Manual of Commercial Methods in Clinical Microbiology》. Wiley. ISBN 978-1-119-02186-5.
- Turgeon, ML (2016). 《Linné & Ringsrud's Clinical Laboratory Science: Concepts, Procedures, and Clinical Applications》 7판. Elsevier Mosby. ISBN 978-0-323-22545-8.
- Walls, R; Hockberger, R; Gausche-Hill, M (2017년 3월 9일). 《Rosen's Emergency Medicine - Concepts and Clinical Practice》 9판. Elsevier Health Sciences. ISBN 978-0-323-39016-3.